# Mauzens-et-Miremont
Mauzens-et-Miremont – miejscowość i gmina we Francji, w regionie Nowa Akwitania, w departamencie Dordogne.
Według danych na rok 1990 gminę zamieszkiwały 302 osoby, a gęstość zaludnienia wynosiła 15 osób/km² (wśród 2290 gmin Akwitanii Mauzens-et-Miremont plasuje się na 878. miejscu pod względem liczby ludności, natomiast pod względem powierzchni na miejscu 524.).